# War Brides Act
Der War Brides Act (deutsch: Kriegsbräutegesetz) war ein US-Bundesgesetz aus dem Jahre 1945, das ausländischen Ehegatten US-amerikanischer Soldaten die Einreise in die USA erlaubte.

## Hintergrund und Geschichte
Das Gesetz, das vom US-Kongress am 28. Dezember 1945 verabschiedet wurde, bestimmte, dass Ehegatten von Angehörigen der amerikanischen Streitkräfte, die diese in der Regel während ihres Kriegseinsatzes im Ausland geheiratet hatten, ohne Visum in die USA einreisen durften. Die Regelung umfasste auch die Kinder und adoptierten Kinder dieser Soldaten. Das Gesetz bildete eine Ergänzung zum geltenden amerikanischen Einwanderungsrecht, dessen zentrales Gesetz – der Immigration Act of 1924 – sehr restriktiv war und keine Regelungen enthielt, die eine Familienzusammenführung besonders begünstigt hätten.
Der am 29. Juni 1946 verabschiedete Fiancée Act ergänzte die Bestimmungen des War Brides Act und ermöglichte es auch den Verlobten amerikanischer Soldaten, in die USA einzureisen, um diese dort zu heiraten. In einem Nachtragsgesetz (Amendment to 1945 War Brides Act) wurde 1947 auch die Einreise der Kriegsbräute chinesischer Amerikaner erlaubt.
Zu den Nutznießern des Gesetzes zählten die in den USA lebenden Chinesen und chinesischen Amerikaner, die aufgrund des Verbots interkultureller Ehen und infolge langjähriger Erschwernis der Zuwanderung chinesischer Frauen meist unverheiratet waren und während ihres Kriegseinsatzes in China oft erstmals Gelegenheit fanden zu heiraten. Rund 6.000 Chinesinnen konnten auf der Grundlage des War Bride Act in die USA einreisen.